# Архиђакон Евпло
Свети архиђакон Евпло је био ђакон у Катани, на Сицилији. Када је цар Диоклецијан послао на Сицилију војводу Пентагура да убија хришћане, овај не нађе никога јер оно мало што их је било крили су се. Тада неко оптужи Евпла да иде са неком књигом код потајних хришћана и чита им је. Када су га извели на суд, обесили су му ту књигу, Свето Јеванђеље, о врат и бацили га у тамницу. Након 7 дана гладовања предали су га на муке. Силно су га тукли гвозденим моткама, а он им се ругао: „Ове су муке за мене као паучина, нађите неке љуће“.
Потом је отворио Јеванђеље и читао народу из њега. Тада се многи обратише у Христову веру. Свети Евпло је посечен 304. године. Чудотворне мошти су му у селу Вико дела Батонија, код Напуља.
Православна црква га прославља 24. августа.